# Ceirano Giovanni Junior & C.
Ceirano Giovanni Junior & C. war ein italienischer Hersteller von Automobilen.

## Unternehmensgeschichte
Giovanni Ceirano gründete 1905 in Turin das Unternehmen zur Produktion von Automobilen. Im gleichen Jahr verließ Ceirano das Unternehmen. Fabbrica Junior Torinese Automobili wurde das Nachfolgeunternehmen.

## Fahrzeuge
Das Unternehmen stellte Kleinwagen her, die teilweise mit Einbaumotoren von De Dion-Bouton ausgestattet waren. Im Angebot waren die Modelle 9 ½ HP mit Einzylindermotor, 12/14 HP mit Zweizylindermotor und 16/20 HP mit Vierzylindermotor.